# Castellanos megye
Castellanos egy megye Argentína középpontjától északkeletre, Santa Fe tartományban. Székhelye Rafaela.

## Népesség
A megye népessége a közelmúltban a következőképpen változott:
| Év   | Lakosság |
| ---- | -------- |
| 2001 | 161 191  |
| 2010 | 178 092  |